# Simone Ponzi
Simone Ponzi (* 17. Januar 1987 in Manerbio) ist ein ehemaliger italienischer Radrennfahrer.

## Sportliche Karriere
2007 wurde Simone Ponzi italienischer U23-Straßenmeister, 2008 gewann er eine Etappe des Giro della Valle d’Aosta. Zum Saisonende 2008 erhielt er einen Vertrag zunächst als Stagiaire beim UCI ProTeam Lampre-N.G.C. 2008 wurde er U23-Vizeeuropameister im Straßenrennen.
2011 gewann Ponzi den Gran Premio Nobili Rubinetterie  und den Grand Prix Kranj. 2014 entschied er den GP Costa degli Etruschi, das Rennen Dwars door Drenthe sowie erneut den Gran Premio Nobili Rubinetterie für sich. 2015 belegte er beim Bretagne Classic – Ouest-France hinter Alexander Kristoff Rang zwei.
Im Dezember 2018 war Ponzi noch ohne Vertrag für die kommende Saison, und er beschloss, seine aktive Laufbahn zu beenden. Beim Giro d’Italia 2019 wurde er zur Betreuung von Ehrengästen eingesetzt.

## Erfolge
2007
- Trofeo Zssdi
- Trofeo Franco Balestra
- Italienischer Meister – Straßenrennen (U23)

2008
- Giro del Casetino (mit Pierpaolo De Negri)
- eine Etappe Giro della Valle d’Aosta
- Giro del Canavese
- U23-Europameisterschaft – Straßenrennen

2011
- Grand Prix Kranj
- Gran Premio Nobili Rubinetterie – Coppa Papà Carlo

2012
- eine Etappe Slowenien-Rundfahrt

2013
- eine Etappe Burgos-Rundfahrt

2014
- GP Costa degli Etruschi
- Dwars door Drenthe
- Gran Premio Nobili Rubinetterie

## Grand-Tour-Platzierungen
| Grand Tour            | 2012 | 2013 | 2014 | 2015 | 2016 | 2017 | 2018 |
| --------------------- | ---- | ---- | ---- | ---- | ---- | ---- | ---- |
| Giro d’ItaliaGiro     | 88   | –    | 106  | –    | –    | 126  | –    |
| Tour de FranceTour    |      | –    | –    | –    | –    | –    | –    |
| Vuelta a EspañaVuelta |      | –    | –    | –    | –    | –    | –    |

## Teams
- 2008 Lampre (Stagiaire)
- 2009 Lampre-NGC
- 2010 Lampre-Farnese Vini
- 2011 Liquigas-Cannondale
- 2012 Astana Pro Team
- 2013 Astana Pro Team
- 2014 Neri Sottoli
- 2015 Southeast
- 2016 CCC Sprandi Polkowice
- 2017 CCC Sprandi Polkowice
- 2018 Nippo-Vini Fantini-Europa Ovini